# Seznam představitelů městské části Brno-Židenice
Seznam představitelů městské části Brno-Židenice.

## Starostové do roku 1945
V letech 1864–67 měli Židenice a Juliánov obecní orgány společné. První starostové Židenic byli Josef Škarytka, Jan Škroch (od r. 1870), Antonín Uher, Josef Potácel, Karel Wissmann a posledním byl Josef Kaláb.

## Předsedové MNV
- 1945, Ludvík Uhlíř, předseda MNV[2], člen Ksč

## Starostové po roce 1989
| Ve funkci                     | Jméno             | Strana    |
| 1990 – 7. ledna 1997          | Jan Grůza         | KDU-ČSL   |
| 7. ledna 1997 – 2001          | Stanislav Juránek | KDU-ČSL   |
| 12. února 2001 – 18. 11. 2002 | Josef Veselý      | KDU-ČSL   |
| 18. 11. 2002 - listopad 2006  | Josef Veselý      | KDU-ČSL   |
| listopad 2006 – 9. 11. 2010   | Roman Vašina      | ODS       |
| 9. 11. 2010 – 5. 11. 2014     | Roman Vašina      | ODS       |
| 5. 11. 2014 – 21. 11. 2018    | René Novotný      | ANO 2011  |
| 21. 11. 2018 – 19. 10. 2022   | Mgr. Aleš Mrázek  | ANO 2011  |
| 19. 10. 2022 – úřadující      | Ing. Petr Kunc    | nezávislý |